# Otto Buchheister
Otto Heinrich Hugo Buchheister (* 8. April 1893 in Bornum am Elm; † 21. April 1966 ebenda) war ein deutscher Politiker (NSDAP).

Otto Buchheister, vor 1935

## Leben
Nach dem Besuch der Volksschule in Bornum und der Fortbildungsschule absolvierte Otto Buchheister 1913 die herzogliche Baugewerkschule Holzminden. Von 1913 an wurde er am Technikum Strelitz in Mecklenburg ausgebildet.
Ab 1914 nahm Buchheister mit dem Reserve-Infanterie-Regiment Nr. 204 am Ersten Weltkrieg teil. Nachdem er im Frühjahr 1915 verwundet wurde, wurde er im Frühjahr 1917 aus der Armee entlassen. Anschließend ließ er sich als Bauer in Bornum im Kreis Helmstedt nieder.
Zum 1. März 1929 trat Buchheister in die NSDAP ein (Mitgliedsnummer 122.218). Für diese wurde er 1930 Mitglied des Braunschweigischen Landtages. Von November 1933 bis zum März 1936 saß Buchheister dann als Abgeordneter für den Wahlkreis 16 (Südhannover-Braunschweig) im nationalsozialistischen Reichstag. Obwohl er erneut kandidierte, wurde er nicht wieder gewählt.